# Communauté rurale de Missirah
La commune de Missirah est une commune du Sénégal située au Sud- Est du pays. 
Elle fait partie de l'arrondissement de Missirah, du département de Tambacounda et de la région de Tambacounda.
Lors du dernier recensement, la CR comptait 9 618 personnes et 916 ménages.